# Vølsungerne
Vølsungerne er en mytisk kongeslægt, der ifølge sagnene nedstammede i lige linje fra Odin. Navnet er afledt af det norrøne kongenavn Vǫlsungr, vist af roden i germansk *waljan (= at udvælge).

## Ætten
Odins søn Sigi blev landsforvist for at have dræbt en andens mands træl. Han etablerede sig i stedet som konge i "Huneland", som var en betegnelse på frankernes land. (Frankerne blev omtalt som hugones på latin og hūgas på angelsaksisk.) Fra Sigi nedstammer vølsunge-ætten.
Sigis søn Rerir, Odins sønnesøn, blev konge efter ham. Rerir og hans dronning fortvivlede over, at de ingen børn fik. Frigg og Odin sendte dem derfor en valkyrie, Ljod, jætten Rimners datter, med et æble som gave. Dronningen tog en bid, og blev svanger; men efter seks år var barnet endnu ikke kommet til verden. Rerir var død, og dronningen fik et barn skåret ud af siden på sig, en stor velskabt dreng, der nåede at give sin mor et kys, inden hun døde. Han fik navnet Vølsung, og ætten har navn efter ham.

## Vølsungs efterkommere
Vølsung var Odins oldebarn og giftede sig med Ljod, der var kommet med æblet. De fik en datter ved navn Signy og ti sønner; den ældste og modigste var Sigmund, og Signy var hans tvillingesøster. Kong Vølsung fik rejst en flot hal; i dens midte stod et højt træ, der strakte sine grene ud over taget. 
Kong Siggeir af Gotaland friede til Signy. Hendes far og brødre sagde ja, mod hendes vilje. Brylluppet blev fejret med stor pragt i Vølsungs hal. Da dukkede en gammel, ´énøjet mand op og stak et sværd ind i træstammen i hallens midte. Det var brudens tipoldefar Odin, men han gik igen efter at have oplyst, at et bedre sværd ikke fandtes. Gæsterne prøvede forgæves at trække det ud, indtil Sigmund gik frem og med et snuptag trak det ud af stammen, ligesom Merlin stak et sværd i stenen, som kun kong Arthur kunne få løs. Siggeir tilbød sin svoger tre gange sværdets vægt i guld for det, men Sigmund ville ikke sælge det for nogen pris.
Signy rejste modvilligt med sin mand, men efter tre måneder fik hun besøg af sin far og sine brødre. Hun mødte dem, da skibene lagde til, og advarede dem om, at Siggeir lå i baghold. Kong Vølsung faldt i kampen, mens hans sønner blev taget til fange. Signy fik Siggeir til at spare dem, men de stod bundet i skoven, og hver aften omskabte Siggeirs mor sig til en ulv og bed en af brødrene ihjel og fortærede ham. Til sidst var kun Sigmund i live. Signy så ingen anden udvej end at smøre hans ansigt med honning, som ulvinden slikkede i sig. Da hun nåede til hans mund, bed han sig fast i hendes tunge, og da hun kæmpede for at komme løs, slap han fri, og hun forblødte, da hendes tunge blev slidt af. Signy hjalp ham med at få bygget et skjul i skoven, hvor han holdt til, og tvillingesøsteren bragte ham, hvad han havde brug for. Hun byttede udseende med en sejdkone og gik i sejdkonens skikkelse ud til sin bror, og ligesom kong Arthur avlede Mordred med sin søster uden at genkende hende, fik Signy med sin bror en søn, der fik navnet Sinfjøtle og var tiptipoldesøn af Odin.
Sigmund tog Sinfjøtle for at være søn af Siggeir. De to kom en gang forbi et hus i skoven, hvor to mænd lå og sov. De var tidvis i ulveskikkelse, og deres ulveham hang på væggen. Sigmund og Sinfjøtle tog disse med, og som ulve strejfede de om og hærgede i Siggeirs domæne. Hver tiende dag var de mennesker. En gang kom Sigmund til at bide Sinfjøtle i halsen, så han nær døde af det. Efter det brændte de ulvehammene, og gik i stedet op til Siggeirs hal. Hans sønner med Signy kom løbende ud i forhallen, og Signy bad sin bror og sin søn om at slå børnene ihjel. Det ville Sigmund ikke, men Sinfjøtle dræbte sine halvbrødre. For dette lod Siggeir de to levende begrave, men Signy fik smuglet Odins sværd ned til dem under jord og tørv, og med det gravede de sig ud. De antændte hallen, og forsøgte at få Signy ud, men hun sagde, at nu havde hun fået hævn for drabet på sin far Vølsung, og at Sinfjøtle havde Sigmund til far. Hun gik frivilligt ind i ilden. Sigmund og Sigfjøtle fik samlet nogle mænd og satte sejl for det, der havde været Vølsungs rige.  

## Vølsungernes forbund med ylfinger og gjukunger
Sigmund giftede sig med Borghild af Brålund i Østergøtland, af ylfingerne (= ulve-ætten). De fik to sønner, Helge (Hundingsbane), der blev den kendteste af alle ylfinger, og Håmund. 
Borghild forgiftede og dræbte Sinfjøtle efter at han havde dræbt hendes bror. Sigmund jagede dronningen, der havde dræbt hans søn, og giftede sig i stedet med Hjørdis, men faldt kort tid efter. Hun var allerede gravid og fødte Sigmunds søn Sigurd Fafnersbane, den største helt i nordisk sagnhistorie. Ligesom hans far havde knyttet vølsungerne til ylfingerne ved sit ægteskab med Borghild, knyttede Sigurd vølsungerne til gjukungerne ved sit ægteskab med Gudrun. Sigurds og Brynhilds datter er Aslaug (Kraka), 
Odins tiptiptipoldedatter, der blev gift med Regnar Lodbrog.